# Kalna
Kalna is een plaats in het Poolse district  Bielski (Silezië), woiwodschap Silezië. De plaats maakt deel uit van de gemeente Buczkowice en telt 751 inwoners.